# Base (aritmética)
A base de um sistema de numeração é uma certa quantidade de unidades que deve constituir uma unidade de ordem imediatamente superior. Um sistema de numeração é um conjunto de princípios constituindo o artifício lógico de classificação em grupos e subgrupos das unidades que formam os números. Os sistemas de numeração tem seu nome derivado da sua base, ou seja, o sistema binário tem base dois, o sistema septimal tem base sete e o decimal tem base dez.

## Exemplos
- Base dois (sistema binário), usado em eletrônica digital e informática ;
- Base três (sistema ternário), usado nas mesmas áreas referidas anteriormente, embora com menor frequência;
- Base oito (sistema octal), usado em informática, foi abandonada em proveito da base dezesseis; era utilizada pelos Yukis, indígenas da Califórnia;
- Base nove (sistema nonário);
- Base dez (sistema decimal), atualmente usado como referência nas ciências; foi inventado na China no século 4 AEC[2], e então espalhado para o resto do mundo[3];
- Base doze (sistema duodecimal), utilizado de maneira embrionária, pelos egípcios para cálculos em horas e meses ;
- Base dezesseis (sistema hexadecimal), usado em informática, facilita as conversões em base 2, agrupando os valores binários, já que 16 é uma potência de 2 ;
- Base vinte (sistema vigesimal), utilizado pelos maias e astecas;
- Base sessenta (sistema sexagesimal), usado na medição do tempo e dos ângulos, foi também empregado por sumérios,  acádios e  babilônios (ver  numeração babilônia) ;
- Base cento e cinquenta ou base indiana, utilizada sobretudo na tábua astronômica denominada "tábua indiana", de Al-Khwârizmî.[4]